# Carpodacus rodochroa
Carpodacus rodochroa е вид птица от семейство Чинкови (Fringillidae).

## Разпространение
Видът е разпространен в северните райони на Индийския субконтинент, главно в Хималаите. Среща се в Бутан, Тибет, Индия, Непал и Пакистан.